# Parc d'État des falaises de la Neuse
Le parc d'État des falaises de la Neuse (en anglais Cliffs of the Neuse State Park) est un parc d'État des États-Unis situé en Caroline du Nord dans le comté de Wayne, près de Seven Springs. Il couvre 361 hectares (892 acres) le long des berges sud de la Rivière Neuse. Il possède une zone de baignade, des campings, de nombreux chemins de randonnée, une zone de pêche et de pique-nique et un musée sur la nature. Une série de falaises monte à 90 pieds au-dessus de l'eau. Les couches de sable, glaise, coquillages, argile schisteuse et gravier forment des falaises multicolores, un arc-en-ciel de blancs, fauve, jaune et marron.

## Histoire
Les falaises ont été formées quand une faille dans la croûte terrestre s'est déplacée il y a plusieurs millions d'années. La Neuse a suivi cette ligne de faille et, au cours du temps, a taillé son cours à travers les couches de sédiment déposées par les mers peu profondes qui couvraient auparavant la plaine côtière. Une portion du fleuve a pris une courbe contre sa rive[pas clair] et l'action érosive de l'eau a sculpté lentement des falaises (Cliffs of the Neuse).
Une grande partie de l'histoire humaine de la région se concentre autour du fleuve. Les tribus indiennes Tuscarora et Saponi occupèrent une grande partie de la région entre la Neuse et la Pamlico. Ce qui constitue maintenant le parc est traditionnellement une terre cérémonielle et un endroit de rassemblement pour la chasse. Le fleuve a été aussi utilisé pour voyager dans la région sauvage environnante.
En 1944, le propriétaire foncier local Lionel Weil a proposé que la région de falaises le long de la Neuse soit préservée en tant que parc public. Le parc a été établi en 1945, lorsque le terrain sur le côté sud du fleuve a été donné par Lionel Weil et d'autres personnes de la Wayne Fondation. Une contribution supplémentaire d'environ 200 acres a étendu la limite à l'est du fleuve. Les achats supplémentaires et les donations ont augmenté le parc à sa présente grandeur de 892 acres.

## Plantes et animaux
Des habitats divers contribuent à la diversité des plantes dans le parc. Plus de 420 espèces de plantes ont été recensées, avec une grande variété d'arbres, de buissons et de plantes herbacées.
Les opossums, les ratons laveurs, les renards et les écureuils sont communs dans le terrain de camping et le long des sentiers, pendant que la loutre de rivière et le rat musqué peuvent être vus nageant le long des voies navigables. Les reptiles et les amphibiens sont aussi présents dans la zone humide et les habitats aquatiques. La plupart des serpents sont non venimeux, bien que la vipère d'eau soit présente. De petits rongeurs nocturnes et des cerfs à queue blanche vivent dans la région, mais sont rarement vus. Des ours noirs et un coyote ont fait des apparitions dans le parc.